# Walter Pauly (Jurist)
Walter Pauly (* 1960 in Frankfurt am Main) ist ein deutscher Rechtswissenschaftler und Autor.
Pauly studierte Rechts- und Politikwissenschaft sowie Philosophie an der Universität Bonn und wurde 1989 mit einer Arbeit über Anfechtbarkeit und Verbindlichkeit von Weisungen in der Bundesauftragsverwaltung bei Bernhard Schlink promoviert. 1993 habilitierte er sich an der Universität Frankfurt am Main mit einer Arbeit zum Methodenwandel im deutschen Spätkonstitutionalismus. Er wurde 1993 auf eine Professur an die Martin-Luther-Universität Halle-Wittenberg berufen. Er war von 1994 bis 1996 Richter am Oberverwaltungsgericht des Landes Sachsen-Anhalt. Pauly ist seit 1998 Inhaber des Lehrstuhls für Öffentliches Recht, Rechts- und Verfassungsgeschichte und Rechtsphilosophie und war von 2013 bis 2022 Dekan der Rechtswissenschaftlichen Fakultät der Universität Jena.
Pauly ist Mitglied der Vereinigung für Verfassungsgeschichte sowie der Akademie gemeinnütziger Wissenschaften zu Erfurt.
Paulys Forschungsschwerpunkte sind Staatsrecht, Rechtsphilosophie und Verfassungsgeschichte.

## Veröffentlichungen (Auswahl)
Monografien
- Anfechtbarkeit und Verbindlichkeit von Weisungen in der Bundesauftragsverwaltung, Duncker u. Humblot, Berlin 1989 (zugl. Diss., Univ. Bonn 1989), ISBN 3-428-06735-5.
- Der Methodenwandel im deutschen Spätkonstitutionalismus. Ein Beitrag zu Entwicklung und Gestalt der Wissenschaft vom öffentlichen Recht im 19. Jahrhundert, Mohr Siebeck, Tübingen 1993 (zugl. Habil.-Schrift, Univ. Frankfurt am Main 1992/93), ISBN 3-16-146153-3.
- Grundrechtslaboratorium Weimar. Zur Entstehung des zweiten Hauptteils der Reichsverfassung vom 14. August 1919, Mohr Siebeck, Tübingen 2004, ISBN 3-16-148479-7.

Edition
- (Hrsg.): Gerhard Anschütz: Aus meinem Leben (= Studien zur europäischen Rechtsgeschichte. Band 59). 2. Auflage, Klostermann, Frankfurt/M. 2008, ISBN 978-3-465-03585-5.

Sammelwerke
- (Hrsg.): Hallesche Rechtsgelehrte jüdischer Herkunft. Heymann, Köln/Berlin/Bonn/München 1996, ISBN 3-452-23486-X.
- mit Horst Dreier (Hrsg.): Die deutsche Staatsrechtslehre in der Zeit des Nationalsozialismus. Tagung der Vereinigung der Deutschen Staatsrechtslehrer. De Gruyter, Berlin 2001.
- (Hrsg.): Wendepunkte. Beiträge zur Rechtsentwicklung der letzten 100 Jahre. Boorberg, Stuttgart 2009, ISBN 978-3-415-04374-9.
- (Hrsg.): Der Staat – eine Hieroglyphe der Vernunft. Nomos, Baden-Baden 2009, ISBN 978-3-8329-4450-6.
- (Hrsg.): Rechts- und Staatsphilosophie des Relativismus. Pluralismus, Demokratie und Rechtsgeltung bei Gustav Radbruch. Nomos, Baden-Baden 2011, ISBN 978-3-8329-4993-8.
- mit Klaus Ries (Hrsg.): Staat, Nation und Europa in der politischen Romantik. Nomos, Baden-Baden 2018, ISBN  978-3-8487-1546-6.
- mit Klaus Ries (Hrsg.): Politisch-soziale Ordnungsvorstellungen in der Deutschen Klassik. Nomos, Baden-Baden 2018, ISBN 978-3-8487-3513-6.
- mit Achim Seifert (Hrsg.): Promotion eines furchtbaren Juristen. Roland Freisler und die Juristische Fakultät der Universität Jena. Mohr Siebeck, Tübingen 2020, ISBN 978-3-16-159237-9.
- mit Klaus Ries (Hrsg.): Staat und Historie. Leitbilder und Fragestellungen deutscher Geschichtsschreibung vom Ende des 19. bis zur Mitte des 20. Jahrhunderts (= Staatsverständnisse. Band 157). Nomos, Baden-Baden 2018, ISBN 978-3-8487-6053-4.